# Borino
Borino (in bulgaro Борино?) è un comune bulgaro situato nella regione di Smoljan di 4 554 abitanti (dati 2009). La sede comunale è situata nella località omonima.

## Località
Il comune è formato dall'insieme delle seguenti località:
- Borino (sede comunale)
- Bujnovo
- Čala
- Jagodina
- Kožari